# Cecil Kellaway
Cecil Lauriston Kellaway (Città del Capo, 22 agosto 1893 – Los Angeles, 28 febbraio 1973) è stato un attore britannico, candidato due volte al Premio Oscar: nel 1949 e nel 1968.

## Biografia
Inconfondibile volto di caratterista, Cecil Kellaway fu candidato due volte all'Oscar come migliore attore non protagonista: per L'isola del desiderio (1948) di Henry Koster e per Indovina chi viene a cena? (1967) di Stanley Kramer.

## Filmografia

### Cinema
- Double Danger, regia di Lew Landers (1938)
- Gunga Din, regia di George Stevens (1939)
- La voce nella tempesta (Wuthering Heights), regia di William Wyler (1939)
- Intermezzo (Intermezzo: A Love Story), regia di Gregory Ratoff (1939)
- I pionieri della costa d'oro (The Sun Never Sets), regia di Rowland V. Lee (1939)
- Non siamo soli (We Are Not Alone), regia di Edmund Goulding (1939)
- Il ritorno dell'uomo invisibile (The Invisible Man Returns), regia di Joe May (1939)
- Phantom Raiders, regia di Jacques Tourneur (1940)
- La casa dei sette camini (The House of the Seven Gables), regia di Joe May (1940)
- Ombre malesi (The Letter), regia di William Wyler (1940)
- La signora dei diamanti (Adventure in Diamonds), regia di George Fitzmaurice (1940)
- Il vendicatore (Brother Orchid), regia di Lloyd Bacon (1940)
- A sud di Suez (South of Suez), regia di Lewis Seiler (1940)
- La signora dai capelli rossi (Lady with Red Hair), regia di Curtis Bernhardt (1940)
- La vedova di West Point (West Point Widow), regia di Robert Siodmak (1941)
- Amore per appuntamento (Appointment for Love), regia di William A. Seiter (1941)
- Passaggio a Bahama (Bahama Passage), regia di Edward H. Griffith (1941)
- Segretario a mezzanotte (Take a Letter, Darling), regia di Mitchell Leisen (1942)
- Ho sposato una strega (I Married a Witch), regia di René Clair (1942)
- Il segreto sulla carne (The Lady Has Plans), regia di Sidney Lanfield (1942)
- Il mio cuore appartiene a papà (My Heart Belongs to Daddy), regia di Robert Siodmak (1942)
- Domani sarò tua (The Crystal Ball), regia di Elliott Nugent (1943)
- La signora Parkington (Mrs. Parkington), regia di Tay Garnett (1944)
- Sinceramente tua (Practically Yours), regia di Mitchell Leisen (1944)
- L'avventura viene dal mare (Frenchman's Creek), regia di Mitchell Leisen (1944)
- Il grande silenzio (And Now Tomorrow), regia di Irving Pichel (1944)
- Gli amanti del sogno (Love Letters), regia di William Dieterle (1945)
- Il postino suona sempre due volte (The Postman Always Rings Twice), regia di Tay Garnett (1946)
- Monsieur Beaucaire, regia di George Marshall (1946)
- Gli invincibili (Unconquered), regia di Cecil B. DeMille (1947)
- L'isola del desiderio (The Luck of the Irish), regia di Henry Koster (1948)
- Giovanna d'Arco (Joan of Arc), regia di Victor Fleming (1948)
- Il ritratto di Jennie (Portrait of Jennie), regia di William Dieterle (1948)
- Naviganti coraggiosi (Down to the Sea in Ships), regia di Henry Hathaway (1949)
- Testa rossa (The Reformer and the Redhead), regia di Melvin Frank e Norman Panama (1950)
- Kim, regia di Victor Saville (1950)
- Harvey, regia di Henry Koster (1950)
- Francis alle corse (Francis Goes to the Races), regia di Arthur Lubin (1951)
- Mi svegliai signora (Half Angel), regia di Richard Sale (1951)
- Il ribelle dalla maschera nera (The Highwayman), regia di Lesley Selander (1951)
- L'eterna Eva (My Wife's Best Friend), regia di Richard Sale (1952)
- Bagliori ad Oriente (Thunder in the East), regia di Charles Vidor (1952)
- La regina vergine (Young Bess), regia di George Sidney (1953)
- Il risveglio del dinosauro (The Beast from 20,000 Fathoms), regia di Eugène Lourié (1953)
- Delitto sulla spiaggia (Female on the Beach), regia di Joseph Pevney (1955)
- Oltre il destino (Interrupted Melody) regia di Curtis Bernhardt (1955)
- Il figliuol prodigo (The Prodigal), regia di Richard Thorpe (1955)
- Il tigrotto (The Toy Tiger), regia di Jerry Hopper (1956)
- L'orgoglioso ribelle (The Proud Rebel), regia di Michael Curtiz (1958)
- Geremia, cane e spia (The Shaggy Dog), regia di Charles Barton (1959)
- Francesco d'Assisi (Francis of Assisi), regia di Michael Curtiz (1961)
- Dimmi la verità (Tammy Tell Me True), regia di Harry Keller (1961)
- Zotz!, regia di William Castle (1962)
- Il cardinale (The Cardinal), regia di Otto Preminger (1963)
- Piano... piano, dolce Carlotta (Hush...Hush, Sweet Charlotte), regia di Robert Aldrich (1964)
- Il tesoro del santo (The Confession), regia di William Dieterle (1964)
- Voglio sposarle tutte (Spinout), regia di Norman Taurog (1966)
- Un maggiordomo nel Far West (The Adventures of Bullwhip Griffin), regia di James Neilson (1967)
- Indovina chi viene a cena? (Guess Who's Coming to Dinner), regia di Stanley Kramer (1967)
- Ladri sprint (Fitzwilly), regia di Delbert Mann (1967)
- L'impossibilità di essere normale (Getting Straight), regia di Richard Rush (1970)

### Televisione
- Crossroads – serie TV, episodi 2x11-2x28 (1956-1957)
- Perry Mason – serie TV, episodio 2x14 (1959)
- Avventure in paradiso (Adventures in Paradise) – serie TV, episodi 2x02-2x25-3x07 (1960-1961)
- Ai confini della realtà (The Twilight Zone) - serie TV, episodi 1x20-4x17 (1960-1963)
- Gli uomini della prateria (Rawhide) – serie TV, episodio 3x22 (1961)
- The Dick Powell Show – serie TV, episodio 1x12 (1961)
- Follow the Sun – serie TV, episodio 1x26 (1962)
- The New Breed – serie TV, episodio 1x20 (1962)
- Ben Casey – serie TV, 2 episodi (1962-1963)
- La legge di Burke (Burke's Law) – serie TV, episodio 1x31 (1964)
- The Greatest Show on Earth – serie TV, episodio 1x25 (1964)

## Riconoscimenti
- Premio Oscar
  - 1949 – Candidatura al miglior attore non protagonista per L'isola del desiderio
  - 1968 – Candidatura al miglior attore non protagonista per Indovina chi viene a cena?

## Doppiatori italiani
- Mario Besesti in Ho sposato una strega, Il grande silenzio, Gli amanti del sogno, Monsieur Beaucaire, Gli invincibili, Harvey, Bagliori ad Oriente, Sposarsi è facile ma..., Delitto sulla spiaggia, Il tigrotto
- Olinto Cristina in Giovanna d'Arco, Il ritratto di Jennie, Kim, Mi svegliai signora, L'eterna Eva, Il risveglio del dinosauro, Francesco d'Assisi
- Amilcare Pettinelli in Passaggio a Bahama, Francis alle corse, Dimmi la verità
- Corrado Racca in La signora Parkington, L'isola del desiderio
- Gino Baghetti in Geremia, cane e spia, Indovina chi viene a cena?
- Bruno Persa in Piano... piano, dolce Carlotta, Voglio sposarle tutte
- Gaetano Verna in Testa rossa
- Nino Camarda in La regina vergine
- Luigi Pavese in Intermezzo (ridoppiaggio)[5]
- Giorgio Capecchi in Ai confini della realtà (ep. 1x20)
- Roberto Bertea in L'impossibilità di essere normale
- Adolfo Geri in La voce nella tempesta (ridoppiaggio)